# Problema del diamante azteca
En combinatoria, un diamante azteca de orden n está formado por todos los cuadrados de una cuadrícula cuyos centros (x, y) satisfacen la condición de que |x| + |y| ≤ n, siendo n un número entero dado. La rejilla consiste en una serie de cuadrados de lado unidad con el origen como un vértice de 4 de ellos, de modo que tanto x como y son números semienteros.
El teorema del diamante azteca indica que el número de maneras distintas posibles de recubrir con un teselado en dominó un diamante azteca de orden n es:
2n(n+1)/2
El teorema del círculo ártico afirma que un recubrimiento aleatorio de un gran diamante azteca tiende a ordenarse fuera de un cierto círculo.

Diamante azteca de orden 4, con 1024 posibles recubrimientos en dominó
Uno de estos teselados
Teselado aleatorio con dominós de una zona hexagonal, con las teselas "congeladas" en color blanco. (Teorema del círculo ártico)

Es común colorear las fichas de la manera siguiente:
- Primero, considérese un coloreado del diamante como el de un tablero de ajedrez.
- Cada dominó cubrirá exactamente un cuadrado negro y otro blanco.
- Las teselas verticales donde el cuadrado superior cubre un cuadrado negro, se colorean de negro, y las otras teselas verticales, en un segundo color.
- Se aplica el mismo procedimiento a las teselas horizontales, con izquierda y derecha